# Багир-хан
Багир-хан (перс. باقرخان‎, азерб. Bağır xan) — один из ключевых деятелей Конституционной революции в Иране 1905-1911 гг. Считается народным героем Ирана. Получил прозвище Салар-е Мелли (перс.  سالار ملی‎, т. е. Полководец народа).

## Биография
Багир-хан родился в 1870-х годах в Тебризе, в семье азербайджанца-каменщика Хаджи-Реза. До революции 1905—1911 годов Багир также работал каменщиком. В 1908 году он принял участие в Тебризском восстании, под руководством Саттар-хана против сил Мухаммед Али-шаха. За выдающиеся заслуги в обороне Тебриза тебризский энджомен присвоил Багир-хану титул Салар-е-Мелли («Полководец народа»). Победа восстания в Тебризе сыграла свою роль в иранской революции и низложении шахиншаха. В апреле 1909 года, после ряда тревожных сигналов со стороны британской и российской миссий, из Джульфы в направлении Тебриза выступили российские войска.
После занятия Тебриза русскими войсками Багир-хан вместе с Саттар-ханом и Яр Мохаммад Ханом Керманшахи отправились в Тегеран, где были удостоены торжественных почестей.
В августе 1910 году сардар (маршал) Епрем-хан Давтян, приняв под свою команду часть бахтиярских формирований, разгромил отряды Саттар-хана и Багир-хана, взявших тогда сторону младотурок. 300 бойцов Саттар-хана погибли, сам он был тяжело ранен в ногу. Большая часть азербайджанцев была разоружена.
В октябре 1916 года Багир-хан двинулся в сторону турецкой границы и погиб в схватке с отрядом курдов в районе Касре-Ширин.